# Crambus
Crambus (лат.) — род бабочек из семейства огнёвок-травянок. Описано около 250 видов.
Усики пильчатые. Представители данного рода характеризуются следующими признаками:
- на передних крыльях R1 и R2 свободны, R3—R5 на одном стебле;
- некоторыми особенностями строения половой системы представителей обоих полов.